# Károly Grósz
Károly Grósz (Miskolc, 1 de agosto de 1930 – Gödöllő, 7 de janeiro de 1996) foi um político comunista húngaro, que serviu como Secretário-Geral do Partido Socialista Operário Húngaro de 1988 a 1989.

## Biografia
Grósz nasceu em Miskolc, Hungria . Ele se juntou ao Partido Comunista Húngaro em 1945, aos 14 anos. Os comunistas tomaram o poder total em 1949, e Grósz ascendeu na hierarquia do partido, tornando-se um importante líder partidário em sua região natal. Ele atuou como chefe do Departamento de Agitação e Propaganda na filial do Condado de Borsod-Abaúj-Zemplén do Partido dos Trabalhadores Húngaros (MDP) a partir de 1954. Ele também ocupou o cargo em Miskolc durante a Revolução Húngara de 1956, quando proibiu os jornais locais de cobrir os eventos e forçou a remoção do brasão de armas de Kossuth do papel timbrado do jornal local Észak-Magyarország.
Miklós Papp contou isso sobre Grósz, em 4 de novembro de 1956, depois que a revolução foi esmagada:
| “ | Károly Grósz também demonstrou um comportamento em 1956 que nunca indicou claramente onde ele estava comprometido. Pode-se concluir que ele talvez estivesse do lado da linha de Földvári, mas então mudou de rosto no momento certo e, de repente, com um comportamento semelhante ao de Kádár, com uma volta de 180 graus, colocou-se exatamente do lado oposto. | ” |

Grósz foi nomeado chefe do aparelho partidário local do partido comunista no poder.
Em 1974, foi nomeado chefe do Departamento de Agitação e Propaganda do Partido Socialista Operário Húngaro no poder. Em 1979, Grósz foi eleito primeiro secretário do comitê do partido em seu país natal. Em 1984, ele retornou à proeminência nacional como chefe do comitê do partido em Budapeste. No próximo Congresso do Partido, em 1985, ele se tornou membro do Politburo. Em 1987, foi nomeado primeiro-ministro da Hungria ( presidente do Conselho de Ministros da República Popular da Hungria - o segundo cargo mais poderoso depois do de secretário-geral) para suceder György Lázár, que ocupou o cargo por mais de onze anos. A nomeação do mais jovem e enérgico Grósz foi aclamada tanto em casa quanto no exterior.
Com o país enfrentando dificuldades econômicas e crescente descontentamento, o envelhecido líder do partido, János Kádár, decidiu renunciar, embora originalmente planejasse permanecer no cargo até 1990. Em maio de 1988, uma conferência do partido foi convocada, que elegeu Grósz como secretário-geral do partido por recomendação de Kádár, em 22 de maio de 1988. Ele defendia mudanças moderadas e comedidas nas esferas política e econômica. Em suas palavras, isso resultaria em uma reforma cuidadosa do sistema comunista sem tocar em seus fundamentos. Ele gostava de chamar isso de "mudança de modelo" (ou seja, reformas e refinamentos dentro da estrutura comunista), em oposição à "mudança sistêmica" total, ou seja, a substituição do comunismo por um sistema de estilo ocidental, defendida por uma facção crescente de reformistas radicais no partido.

## Líder da Hungria

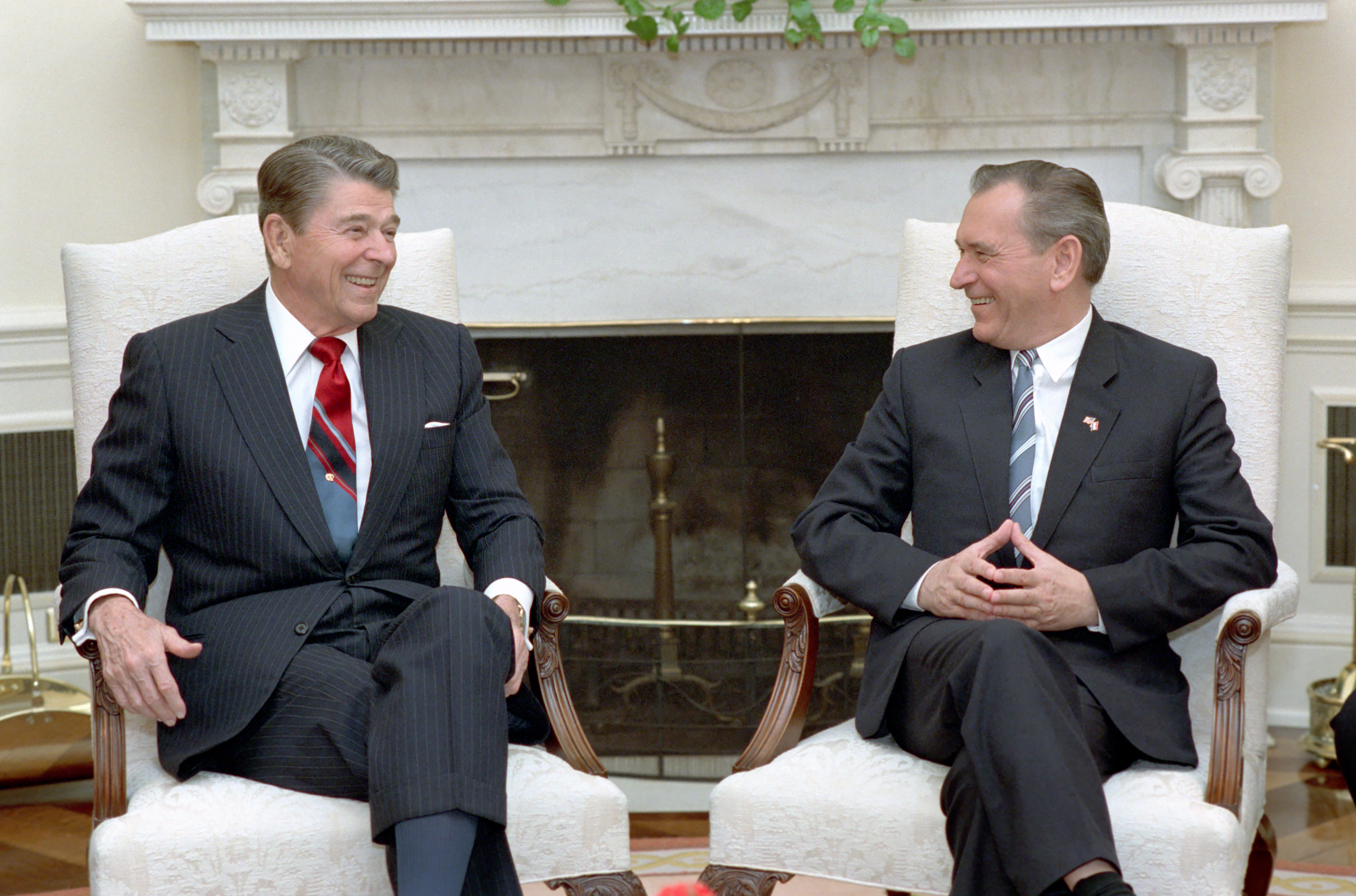
Grósz se encontra com o presidente dos EUA Ronald Reagan em Washington, DC, 27 de julho de 1988

Grósz permaneceu como primeiro-ministro até 24 de novembro de 1988, quando foi sucedido por Miklós Németh, um representante da facção reformista radical.
À medida que 1989 avançava, Grósz foi cada vez mais marginalizado pelos reformistas radicais dentro do partido, incluindo Németh, Rezső Nyers, Gyula Horn e Imre Pozsgay. Ele tentou desacelerar, parar ou reverter as mudanças radicais defendidas por seus adversários que visavam estabelecer um sistema político liberal e uma economia de mercado na Hungria. Ele se opôs à reabilitação do executado Imre Nagy, primeiro-ministro durante a revolução de 1956. Para impedir a reabilitação política de Nagy, Grósz fez um discurso perante o Comitê Central do Partido Socialista dos Trabalhadores Húngaros em 1 de setembro de 1989, onde forneceu algumas informações sobre os supostos laços do ex-primeiro-ministro com o NKVD, porém o comitê decidiu não publicar as acusações.
O destino de Grósz foi selado quando ele concordou em se encontrar com o líder romeno Nicolae Ceaușescu para discutir o que fazer com um grande número de húngaros étnicos que haviam fugido da Romênia. Muitos dos colegas de partido de Grósz achavam que ele confiava demais em Ceaușescu. Como resultado, ele perdeu bastante autoridade e sua posição nunca se recuperou de fato.
Em 26 de junho de 1989, tornou-se membro da presidência coletiva de quatro membros do MSZMP, presidido por Nyers. Embora Grósz tenha mantido o cargo de secretário-geral, Nyers passou a superá-lo e, portanto, o substituiu como líder de fato da Hungria. No entanto, ele se opôs à iniciativa dos reformistas radicais de reorganizar o partido como um partido social-democrata. Permaneceu como secretário-geral até 7 de outubro, quando o partido se reorganizou como Partido Socialista Húngaro.

## Vida posterior
A facção comunista ("linha dura"), liderada por Grósz, foi derrotada no congresso e se separou em dezembro de 1989 como um novo Partido Socialista dos Trabalhadores Húngaro, com Grósz como seu primeiro presidente interino (mais tarde renomeado Partido dos Trabalhadores e "Partido Comunista dos Trabalhadores"). O partido não conseguiu obter representação parlamentar na primeira eleição multipartidária na recém-formada República da Hungria. Essas eleições ocorreram em 25 de março e 8 de abril de 1990.
Em 7 de janeiro de 1996, ele morreu de câncer renal aos 65 anos em Gödöllő, Hungria.